# Lagena
För orten Laagna i nordöstra Estland, se Laagna by och herrgård, för stadsdelen i Tallinn, se Laagna
Lagena Distribution AB är ett svenskt företag som ägnar sig åt distribution av alkoholdrycker, framför allt transporter till Systembolagets butiker. Distributionen sker från ett huvudlager i Jordbro. Lagena förvärvades 2010 till JF Hillebrand och bytte i samband med det namn till JF Hillebrand Logistics.

## Historik
Lagena bildades 1994 som ett helägt dotterbolag till Systembolaget. 2010 såldes Lagena till JF Hillebrand.
I februari 2013 outsorcade JF Hillebrand lagret i Jordbro till DHL.